# Coppa dell'AFC 2017
La Coppa dell'AFC 2017 è stata la 14ª edizione della seconda competizione calcistica per club dell'Asia. Il torneo è iniziato il 19 agosto 2016 e si è concluso il 4 novembre 2017 con la vittoria dell'Al-Quwa Al-Jawiya che era la squadra detentrice del trofeo.

## Turni di qualificazione

### Girone A
| Squadra          | Pt. | PG | V | N | P | GF | GS | DR |
| ---------------- | --- | -- | - | - | - | -- | -- | -- |
| Dordoi           | 6   | 2  | 2 | 0 | 0 | 4  | 1  | +3 |
| Benfica de Macau | 3   | 2  | 1 | 0 | 1 | 5  | 4  | +1 |
| Rovers           | 0   | 2  | 0 | 0 | 2 | 2  | 6  | -4 |

|                  | DOR   | BEN   | ROV   |
| ---------------- | ----- | ----- | ----- |
| Dordoi           |       | 2 – 1 |       |
| Benfica de Macau |       |       | 4 – 2 |
| Rovers           | 0 – 2 |       |       |

### Girone B
| Squadra         | Pt. | PG | V | N | P | GF | GS | DR |
| --------------- | --- | -- | - | - | - | -- | -- | -- |
| Three Star Club | 4   | 2  | 1 | 1 | 0 | 3  | 1  | +2 |
| Erchim          | 3   | 2  | 1 | 0 | 1 | 1  | 2  | -1 |
| Nagaworld FC    | 1   | 2  | 0 | 1 | 1 | 1  | 2  | -1 |

|                 | TSC   | ERC   | NAG   |
| --------------- | ----- | ----- | ----- |
| Three Star Club |       | 2 – 0 |       |
| Erchim          |       |       | 1 – 0 |
| Nagaworld FC    | 1 – 1 |       |       |

### Girone C
| Squadra          | Pt. | PG | V | N | P | GF | GS | DR |
| ---------------- | --- | -- | - | - | - | -- | -- | -- |
| Tertons          | 4   | 2  | 1 | 1 | 0 | 4  | 3  | +1 |
| Tatung           | 2   | 2  | 0 | 2 | 0 | 1  | 1  | 0  |
| Sheikh Russel KC | 1   | 2  | 0 | 1 | 1 | 4  | 5  | -1 |

|                  | TER   | TAT   | SHR   |
| ---------------- | ----- | ----- | ----- |
| Tertons          |       |       | 4 – 3 |
| Tatung           | 0 – 0 |       |       |
| Sheikh Russel KC |       | 1 – 1 |       |

## Play-off di qualificazione

### Turno preliminare
| Squadra 1            | Totale | Squadra 2        | Andata | Ritorno |
| -------------------- | ------ | ---------------- | ------ | ------- |
| Asia Centrale        |        |                  |        |         |
| Shaheen Asmayee F.C. | 0 - 1  | Khosilot Farkhor | 0 - 1  | 0 - 0   |
| Dordoi               | 3 - 2  | Balkan FK        | 1 - 1  | 2 - 1   |
| Asia Meridionale     |        |                  |        |         |
| Colombo              | 2 - 4  | Mohun Bagan      | 1 - 2  | 1 - 2   |
| Thimphu              | 0 - 3  | Club Valencia    | 0 - 0  | 0 - 3   |

### Turno play-off
| Squadra 1         | Totale | Squadra 2        | Andata | Ritorno |
| ----------------- | ------ | ---------------- | ------ | ------- |
| Asia Occidentale  |        |                  |        |         |
| Shabab Al-Khalil  | 3 - 4  | Al-Suwaiq        | 2 - 1  | 1 - 3   |
| Asia Centrale     |        |                  |        |         |
| Dordoi            | 2 - 1  | Khosilot Farkhor | 1 - 0  | 1 - 1   |
| Asia Meridionale  |        |                  |        |         |
| Club Valencia     | 2 - 5  | Mohun Bagan      | 1 - 1  | 1 - 4   |
| ASEAN             |        |                  |        |         |
| Phnom Penh Crown  | 3 - 7  | Home United      | 3 - 4  | 0 - 3   |
| Boeung Ket Angkor | 2 - 1  | Lao Toyota       | 1 - 1  | 1 - 0   |

## Fase a gironi

### Girone A
| Squadra   | Pt. | PG | V | N | P | GF | GS | DR |
| --------- | --- | -- | - | - | - | -- | -- | -- |
| Al-Zawraa | 12  | 6  | 3 | 3 | 0 | 9  | 3  | +6 |
| Al-Jaish  | 9   | 6  | 3 | 0 | 3 | 6  | 9  | -3 |
| Al-Ahli   | 6   | 6  | 1 | 3 | 2 | 5  | 5  | 0  |
| Al-Suwaiq | 5   | 6  | 1 | 2 | 3 | 3  | 5  | -2 |

|           | ZAW   | JAI   | AHL   | SUW   |
| --------- | ----- | ----- | ----- | ----- |
| Al-Zawraa |       | 3 – 1 | 1 – 1 | 0 – 0 |
| Al-Jaish  | 0 – 3 |       | 1 – 0 | 1 – 2 |
| Al-Ahli   | 1 – 1 | 1 – 2 |       | 2 – 1 |
| Al-Suwaiq | 0 – 1 | 0 – 1 | 0 – 0 |       |

### Girone B
| Squadra           | Pt. | PG | V | N | P | GF | GS | DR  |
| ----------------- | --- | -- | - | - | - | -- | -- | --- |
| Al-Quwa Al-Jawiya | 12  | 6  | 3 | 3 | 0 | 6  | 2  | +4  |
| Al-Wahda          | 11  | 6  | 3 | 2 | 1 | 10 | 3  | +7  |
| Al-Hidd           | 9   | 6  | 3 | 0 | 3 | 8  | 5  | +3  |
| Safa              | 1   | 6  | 0 | 1 | 5 | 1  | 15 | -14 |

|                   | QUW   | WAH   | HID   | SAF   |
| ----------------- | ----- | ----- | ----- | ----- |
| Al-Quwa Al-Jawiya |       | 1 – 1 | 2 – 1 | 2 – 0 |
| Al-Wahda          | 0 – 0 |       | 0 – 2 | 2 – 0 |
| Al-Hidd           | 0 – 1 | 0 – 1 |       | 2 – 1 |
| Safa              | 0 – 0 | 0 – 6 | 0 – 2 |       |

### Girone C
| Squadra     | Pt. | PG | V | N | P | GF | GS | DR |
| ----------- | --- | -- | - | - | - | -- | -- | -- |
| Al-Wehdat   | 12  | 6  | 3 | 3 | 0 | 9  | 6  | +3 |
| Al-Muharraq | 10  | 6  | 3 | 1 | 2 | 9  | 8  | +1 |
| Saham       | 7   | 6  | 2 | 1 | 3 | 9  | 9  | 0  |
| Nejmeh      | 4   | 6  | 1 | 1 | 4 | 5  | 9  | -4 |

|             | WEH   | MUH   | SAH   | NEJ   |
| ----------- | ----- | ----- | ----- | ----- |
| Al-Wehdat   |       | 3 – 2 | 2 – 1 | 1 – 0 |
| Al-Muharraq | 1 – 1 |       | 1 – 0 | 1 – 0 |
| Saham       | 1 – 1 | 3 – 2 |       | 3 – 1 |
| Nejmeh      | 1 – 1 | 1 – 2 | 2 – 1 |       |

### Girone D
| Squadra    | Pt. | PG | V | N | P | GF | GS | DR  |
| ---------- | --- | -- | - | - | - | -- | -- | --- |
| Istiklol   | 16  | 6  | 5 | 1 | 0 | 15 | 4  | +11 |
| Altyn Asyr | 13  | 6  | 4 | 1 | 1 | 12 | 4  | +8  |
| Dordoi     | 3   | 6  | 1 | 0 | 5 | 6  | 16 | -10 |
| Alay Osh   | 3   | 6  | 1 | 0 | 5 | 9  | 18 | -9  |

|            | IST   | ALT   | DOR   | ALA   |
| ---------- | ----- | ----- | ----- | ----- |
| Istiklol   |       | 1 – 0 | 2 – 0 | 3 – 1 |
| Altyn Asyr | 1 – 1 |       | 3 – 0 | 4 – 1 |
| Dordoi     | 1 – 4 | 0 – 2 |       | 1 – 0 |
| Alay Osh   | 1 – 4 | 1 – 2 | 5 – 4 |       |

### Girone E
| Squadra       | Pt. | PG | V | N | P | GF | GS | DR |
| ------------- | --- | -- | - | - | - | -- | -- | -- |
| Bengaluru     | 12  | 6  | 4 | 0 | 2 | 7  | 6  | +1 |
| Maziya        | 12  | 6  | 4 | 0 | 2 | 10 | 4  | +6 |
| Mohun Bagan   | 7   | 6  | 2 | 1 | 3 | 10 | 11 | -1 |
| Dhaka Abahani | 4   | 6  | 1 | 1 | 4 | 4  | 10 | -6 |

|               | BFC   | MAZ   | MOH   | DAB   |
| ------------- | ----- | ----- | ----- | ----- |
| Bengaluru     |       | 1 – 0 | 2 – 1 | 2 – 0 |
| Maziya        | 0 – 1 |       | 5 – 2 | 2 – 0 |
| Mohun Bagan   | 3 – 1 | 0 – 1 |       | 3 – 1 |
| Dhaka Abahani | 2 – 0 | 0 – 2 | 1 – 1 |       |

### Girone F
| Squadra            | Pt. | PG | V | N | P | GF | GS | DR  |
| ------------------ | --- | -- | - | - | - | -- | -- | --- |
| Global Cebu        | 15  | 6  | 5 | 0 | 1 | 13 | 9  | +4  |
| Johor Darul Ta'zim | 13  | 6  | 4 | 1 | 1 | 16 | 5  | +11 |
| Boeung Ket Angkor  | 4   | 6  | 1 | 1 | 4 | 3  | 12 | -9  |
| Magwe              | 1   | 6  | 0 | 2 | 4 | 5  | 11 | -6  |

|                    | GLO   | JDT   | BKA   | MAG   |
| ------------------ | ----- | ----- | ----- | ----- |
| Global Cebu        |       | 3 – 2 | 3 – 1 | 1 – 0 |
| Johor Darul Ta'zim | 4 – 0 |       | 3 – 0 | 3 – 1 |
| Boeung Ket Angkor  | 0 – 2 | 0 – 3 |       | 1 – 0 |
| Magwe              | 2 – 4 | 1 – 1 | 1 – 1 |       |

### Girone G
| Squadra         | Pt. | PG | V | N | P | GF | GS | DR |
| --------------- | --- | -- | - | - | - | -- | -- | -- |
| Ceres–Negros    | 11  | 6  | 3 | 2 | 1 | 16 | 8  | +8 |
| Hanoi           | 11  | 6  | 3 | 2 | 1 | 14 | 10 | +4 |
| Tampines Rovers | 6   | 6  | 2 | 0 | 4 | 8  | 17 | -9 |
| FELDA United    | 5   | 6  | 1 | 2 | 3 | 7  | 10 | -3 |

|                 | CER   | HAN   | TAM   | FEL   |
| --------------- | ----- | ----- | ----- | ----- |
| Ceres–Negros    |       | 6 – 2 | 5 – 0 | 0 – 0 |
| Hanoi           | 1 – 1 |       | 4 – 0 | 4 – 1 |
| Tampines Rovers | 2 – 4 | 1 – 2 |       | 2 – 1 |
| FELDA United    | 3 – 0 | 1 – 1 | 1 – 3 |       |

### Girone H
| Squadra         | Pt. | PG | V | N | P | GF | GS | DR |
| --------------- | --- | -- | - | - | - | -- | -- | -- |
| Home United     | 9   | 4  | 3 | 0 | 1 | 12 | 8  | +4 |
| Than Quảng Ninh | 4   | 4  | 1 | 1 | 2 | 10 | 9  | +1 |
| Yadanarbon      | 4   | 4  | 1 | 1 | 2 | 3  | 8  | -5 |

|                 | HOM   | TQN   | YAD   |
| --------------- | ----- | ----- | ----- |
| Home United     |       | 3 – 2 | 4 – 1 |
| Than Quảng Ninh | 4 – 5 |       | 1 – 1 |
| Yadanarbon      | 1 – 0 | 0 – 3 |       |

### Girone I
| Squadra   | Pt. | PG | V | N | P | GF | GS | DR  |
| --------- | --- | -- | - | - | - | -- | -- | --- |
| April 25  | 8   | 4  | 2 | 2 | 0 | 14 | 3  | +11 |
| Kigwancha | 8   | 4  | 2 | 2 | 0 | 13 | 3  | +10 |
| Erchim    | 0   | 4  | 0 | 0 | 4 | 0  | 21 | -21 |

|           | APR   | KIG   | ERC   |
| --------- | ----- | ----- | ----- |
| April 25  |       | 1 – 1 | 6 – 0 |
| Kigwancha | 2 – 2 |       | 7 – 0 |
| Erchim    | 0 – 5 | 0 – 3 |       |

### Raffronto tra le seconde classificate

#### Asia Occidentale
| Squadra     | Pt | G | V | N | P | GF | GS | DR | Gruppo |
| ----------- | -- | - | - | - | - | -- | -- | -- | ------ |
| Al-Wahda    | 11 | 6 | 3 | 2 | 1 | 10 | 3  | +7 | B      |
| Al-Muharraq | 10 | 6 | 3 | 1 | 2 | 9  | 8  | +1 | C      |
| Al-Jaish    | 9  | 6 | 3 | 0 | 3 | 6  | 9  | -3 | A      |

#### ASEAN
Dato che il gruppo H aveva solo tre squadre, non sono stati conteggiati gli scontri diretti con la quarta classificata dei gruppi F e G
| Squadra            | Pt | G | V | N | P | GF | GS | DR | Gruppo |
| ------------------ | -- | - | - | - | - | -- | -- | -- | ------ |
| Johor Darul Ta'zim | 9  | 4 | 3 | 0 | 1 | 12 | 3  | +9 | F      |
| Hanoi              | 7  | 4 | 2 | 1 | 1 | 9  | 8  | +1 | G      |
| Than Quảng Ninh    | 4  | 4 | 1 | 1 | 2 | 10 | 9  | +1 | H      |

## Fase a eliminazione diretta

### Semifinali zonali
| Squadra 1          | Totale     | Squadra 2    | Andata | Ritorno |
| ------------------ | ---------- | ------------ | ------ | ------- |
| Asia Occidentale   |            |              |        |         |
| Al-Quwa Al-Jawiya  | 2 - 1      | Al-Zawraa    | 1 - 1  | 1 - 0   |
| Al-Wahda           | 4 - 2      | Al-Wehdat    | 4 - 1  | 0 - 1   |
| ASEAN              |            |              |        |         |
| Global Cebu        | 4 - 5      | Home United  | 2 - 2  | 2 - 3   |
| Johor Darul Ta'zim | 4 - 4(gfc) | Ceres–Negros | 3 - 2  | 1 - 2   |

### Finali zonali
| Squadra 1        | Totale     | Squadra 2         | Andata | Ritorno |
| ---------------- | ---------- | ----------------- | ------ | ------- |
| Asia Occidentale |            |                   |        |         |
| Al-Wahda         | 2 - 2(gfc) | Al-Quwa Al-Jawiya | 2 - 1  | 0 - 1   |
| ASEAN            |            |                   |        |         |
| Home United      | 2 - 3      | Ceres–Negros      | 2 - 1  | 0 - 2   |

### Semifinali play-off interzona
| Squadra 1 | Totale | Squadra 2    | Andata | Ritorno |
| --------- | ------ | ------------ | ------ | ------- |
| Istiklol  | 5 - 1  | Ceres–Negros | 4 - 0  | 1 - 1   |
| Bengaluru | 3 - 0  | April 25     | 3 - 0  | 0 - 0   |

### Finali play-off interzona
| Squadra 1 | Totale | Squadra 2 | Andata | Ritorno |
| --------- | ------ | --------- | ------ | ------- |
| Istiklol  | 3 - 2  | Bengaluru | 1 - 0  | 2 - 2   |

## Finale
| Arbitro: | Mohammed Abdulla Hassan Mohamed |

|  |           |            |
|  | Marcatori | Mohsin 68’ |

| Istiklol | Al-Quwa Al-Jawiya |

| GK                 | 1  | Nikola Stošić        |     |     |
| RB                 | 27 | Oleksandr Stetsenko  |     |     |
| CB                 | 5  | Artem Baranovs'kyj   |     |     |
| CB                 | 2  | Siëvuš Asrorov       | 60’ |     |
| LB                 | 19 | Ahtam Nazarov        |     |     |
| RM                 | 9  | Jahongir Aliev       |     | 88’ |
| CM                 | 8  | Nuriddin Davronov    |     | 72’ |
| CM                 | 4  | David Mawutor        |     |     |
| LM                 | 18 | Fatxullo Fatxulloev  | 56’ |     |
| CF                 | 10 | Dmitrij Barkov       |     |     |
| CK                 | 63 | Manuchekhr Dzhalilov |     | 74’ |
| Substitutes:       |    |                      |     |     |
| POR                | 35 | Kurban Boboev        |     |     |
| DF                 | 3  | Tabrezi Davlatmir    |     |     |
| MF                 | 11 | Muhammadjon Rakhimov |     |     |
| MF                 | 20 | Amirbek Juraboev     |     | 72’ |
| MF                 | 21 | Romish Jalilov       |     | 88’ |
| MF                 | 23 | Ehson Panjshanbe     |     |     |
| FW                 | 17 | Dil'šod Vasiev       |     | 74’ |
| Manager:           |    |                      |     |     |
| Mūḩsin Muḩammadiev |    |                      |     |     |

| GK              | 1  | Fahad Talib         |     |     |
| RB              | 6  | Sameh Saeed         |     |     |
| CB              | 2  | Samal Saeed         |     |     |
| CB              | 36 | Sebastijan Antić    |     |     |
| LB              | 33 | Ali Bahjat          |     |     |
| RM              | 7  | Karrar Ali Bari     | 87’ | 90’ |
| CM              | 18 | Zaher Midani        | 66’ |     |
| CM              | 40 | Khaled Mobayed      |     |     |
| LM              | 11 | Humam Tariq         |     |     |
| CF              | 10 | Hammadi Ahmad       |     |     |
| CF              | 9  | Emad Mohsin         |     | 78’ |
| Substitutes:    |    |                     |     |     |
| GK              | 21 | Amjad Raheem        |     |     |
| MF              | 5  | Ahmed Abdul-Ridha   |     | 90’ |
| MF              | 27 | Fahad Kareem        |     |     |
| MF              | 30 | Saif Salman         |     | 78’ |
| MF              | 32 | Taher Hameed Moshin |     |     |
| FW              | 29 | Amjad Radhi         |     |     |
| FW              | 38 | Ali Yousif Hashim   |     |     |
| Manager:        |    |                     |     |     |
| Hussam Al Sayed |    |                     |     |     |

| Assistenti arbitrali: Mohamed Al-Hammadi Hasan Al-Mahri Quarto ufficiale: Ammar Al-Jeneibi Quinto ufficiale: Sabet Al-Ali |